# Nosorożec indyjski
Nosorożec indyjski (Rhinoceros unicornis) – gatunek ssaka z rodziny nosorożcowatych, jeden z dwóch gatunków swego rodzaju. Pojawił się w środkowym plejstocenie. Długość głowy i tułowia od 335 do 346 cm, ogon długości 66 cm. Masa ciała do dwóch ton. Na nosie pojedynczy róg, samce mają duże kły żuchwowe używane w walkach. Zasiedla tereny podmokłe, rzadziej lasy i łąki Indii i Nepalu, w przeszłości zajmował znacznie większy obszar, dziś ograniczony w zasadzie do terenów chronionych. Prowadzi samotne życie, aczkolwiek obserwowano kilkadziesiąt osobników taplających się wspólnie w bajorkach. Po 16 miesiącach ciąży samica rodzi jedno młode.

## Budowa

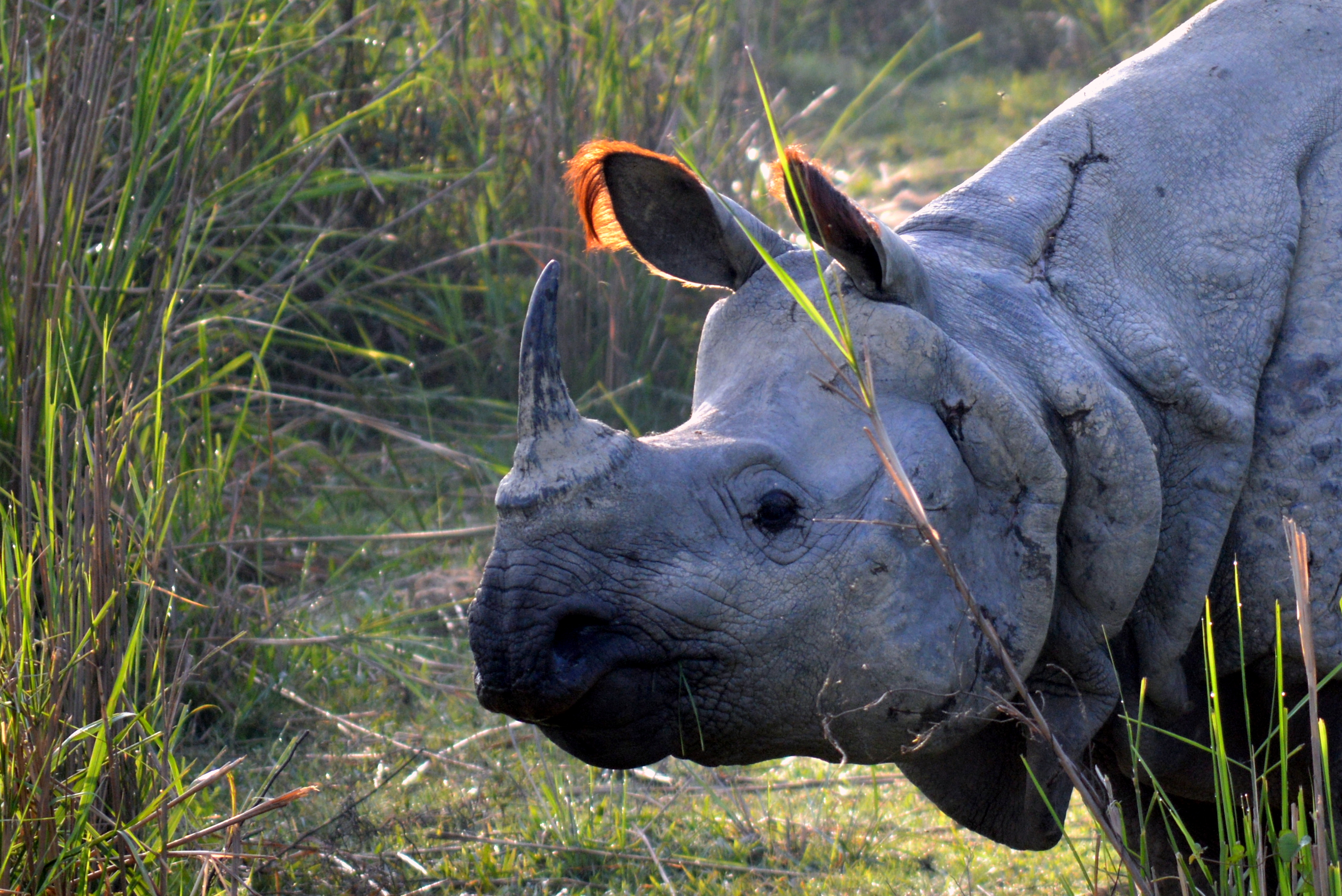
Nosorożec indyjski nosi pojedynczy róg

Długość głowy i tułowia nosorożca indyjskiego wynosi od 335 do 346 cm, czemu towarzyszy ogon długości 66 cm. Czyni to nosorożca indyjskiego większym od jego bliskiego krewnego nosorożca jawajskiego osiągającego do 344 cm długości głowy i tułowia, nie dorównuje on jednak największemu przedstawicielowi tej rodziny żyjącemu obecnie, nosorożcowi białemu osiągającemu nawet do 420 cm. Wysokość w kłębie nosorożca indyjskiego wynosi od 175 do 200 cm. Dorosły samiec może ważyć nawet 2 t, samica nie dorównuje mu masą ciała. Jest to ponownie więcej niż u nosorożca jawajskiego mogącego ważyć do półtorej tony i mniej niż u nosorożca białego ważącego do 3,5 t, ale więcej niż u nosorożca czarnego ważącego do 1,3 t. Zwraca się także uwagę na większą masę i wzrost nawet do 25 cm zwierząt urodzonych w zoo. Samce są tylko nieznacznie większe od samic podobnie jak u innych przedstawicieli tego samego rzędu. W hodowli w niewoli samce są istotnie większe od samic, czego nie obserwuje się w naturze. Badacze tłumaczą to większym stresem u samców oraz kiepskim odżywieniem w czasie długiego okresu, kiedy to młode samce nie przystępują do rozrodu oraz stanowią cel agresywnych zachowań samców dominujących, zabierających najlepsze tereny.

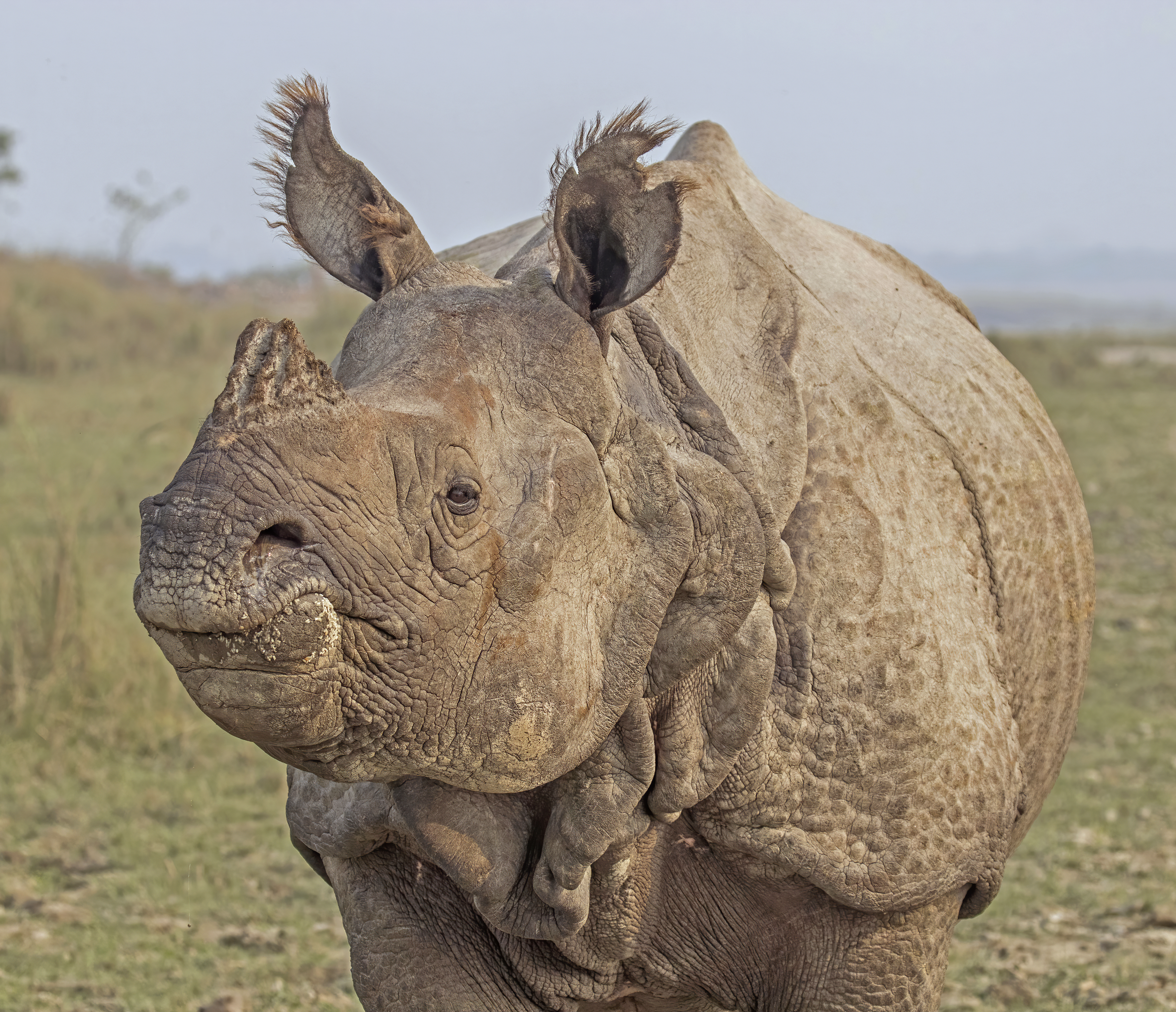
Osobnik z Chitwan w Nepalu

Właściwie najważniejszą cechą różniącą płcie jest obecność długich siekaczy dolnych u samców. To właśnie te siekacze mogą mierzyć u samców pomiędzy 5,1 a 8,9 cm, niekiedy nawet 9,5 cm, natomiast od 4 do 5 cm długości i 3 cm u podstawy u samic. U pozostałych dwóch gatunków azjatyckich nosorożców mierzą znacznie mniej, u afrykańskich ich nie ma. Są ostre. Służą do walk pomiędzy samcami i często ulegają złamaniom. Wbrew pozorom bowiem nosorożce nie walczą ze sobą z użyciem swych rogów. Jeśli o róg chodzi, mierzy on 24 cm u samicy i centymetr więcej u samców. Co więcej – samica ma często dłuższy, choć nieco węższy róg niż samiec, z którym przystępuje do przedłużania gatunku. Podobny róg występuje u nosorożca jawajskiego. W przeciwieństwie do wielu innych rogatych zwierząt, jak wołowate, kameleony czy inne jaszczurki, rogi nosorożców nie posiadają kostnego rdzenia. W całości buduje je keratyna ze zmagazynowanym wapniem i melaniną. Podobną budowę mają paznokcie innych zwierząt. Czyni to rogi nosorożców podatnymi na zużycie. Ścierają się one z czasem. Z drugiej strony cały czas rosną, pocieniając się przez ścieranie na końcu.
Wzrok jest słaby i nosorożce słabo widzą na odległość. Mierzące się wzrokiem samce muszą zbliżyć się do siebie na kilka metrów, by się widzieć. Znacznie lepiej rozwinęły się słuch i węch tych ssaków, ten ostatni wykorzystywany do znakowania terytoriów odchodami i moczem.
Ponadto samce różnią się od samic silniejszym umięśnieniem szyi.
Dorosłe osobniki noszą również liczne blizny, cechują je obcięte fragmenty uszu i brak końca ogona. Ponadto zwierzę cechuje się jeszcze dwoma wydatnymi fałdami skóry leżącymi przed i po bokach tylnych kończyn. Dorosłe osobniki mają także dodatkowe fałdy skóry, tak zwane epidermal knobs. Szarą bądź mozaikowatą zwłaszcza na zadzie skórę nosorożca, obficie pofałdowaną, nie pokrywają obfite włosy. Kępki włosów ograniczają się bowiem do rzęs, uszu i końca ogona. Ponadto na stopach występują gruczoły zapachowe.

## Genetyka
Większość nosorożcowatych cechuje się diploidalną liczbą chromosomów 82, także nosorożec indyjski i jawajski. Tylko nosorożec czarny ma 84. Jest to prawie największa liczba chromosomów wśród ssaków, jedynie pewne gatunki gryzoni mają ich więcej w genomie.

## Systematyka
Nosorożec indyjski jest jednym z dwóch współczesnych przedstawicieli swego rodzaju Rhinoceros. Drugim jest nosorożec jawajski, mniejszy od niego i krytycznie zagrożony wyginięciem. Inny azjatycki nosorożec, nosorożec sumatrzański, należy do odrębnego rodzaju, podobnie jak oba nosorożce afrykańskie.

## Ewolucja

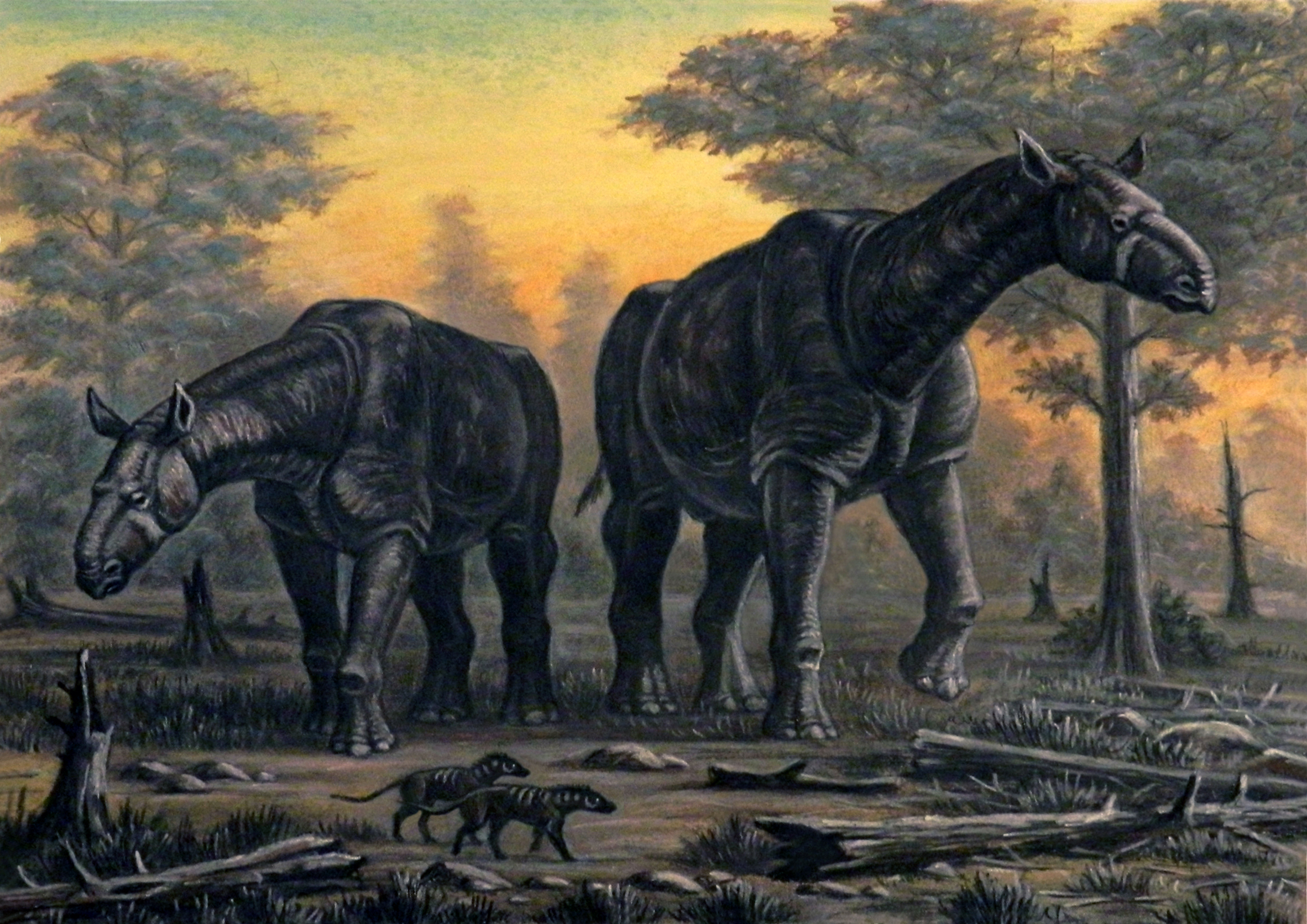
Nosorożce wywodzą się z grupy obejmującej największe lądowe ssaki świata, Paraceratherium

Nosorożcowate są starą rodziną ssaków. Pojawiły się jeszcze w epoce eoceńskiej, wywodząc się z tej samej grupy, co dwie inne blisko spokrewnione rodziny nosorożców, Hyracodontidae, do których zaliczały się największe lądowe ssaki wszech czasów, jak Paraceratherium, a także prowadzące częściowo wodny tryb życia Amynodontidae. Pierwsze właściwe nosorożcowate pojawiły się w Euroazji i były niewielkimi zwierzętami, dopiero później zwiększając swe rozmiary zgodnie z zasadą Cope’a. Nie miały też jeszcze rogów. W oligocenie osiągnęły już znaczną różnorodność, choć nie opanowały jeszcze Afryki, z którą kojarzą się obecnie. W epoce tej istniały już formy o średnich i dużych rozmiarach. W oligocenie pojawiły się też pierwsze rogate nosorożce, Diceratherium. Był to także jedyny znany przedstawiciel amerykańskiej megafauny przez 10 milionów lat.
Nosorożcowate osiągnęły istotny sukces ewolucyjny, obejmując szeroki zakres nisz ekologicznych. Dzięki dużym rozmiarom mogły wykarmić się szorstkim, słabej jakości pokarmem, w tym niską roślinnością bogatą w krzemionkę, na co odpowiedziały molaryzacją przedtrzonowców. Jej stopień nie był jednak w obrębie gatunku cechą stałą, co doprowadziło do istotnego zamieszania w XX-wiecznej paleontologii, kiedy to na podstawie takich niestałych cech opisywano taksony, które potem okazywały się synonimiczne. Zwierzęta te zasiedliły Amerykę, Europę i Azję, a także Afrykę. Ich sukces z oligocenu nie trwał jednak wiecznie, jako że w miocenie doszło do wymarcia części linii wskutek zmian klimatycznych. Wymarły prawie wszystkie nosorożcowate amerykańskie, w Eurazji przetrwały tylko dwie linie. Przedstawiciele jednej z nich przypominali dzisiejsze nosorożce sumatrzańskie. Z tej właśnie linii wywodzi się sławny nosorożec włochaty, zamieszkujący w plejstocenie tereny północy Euroazji.
Dzisiejsze nosorożcowate dzieli się na dwie linie: afrykańskie Dicerotinae i azjatyckie Rhinocerotinae z rodzajem Rhinoceros, obejmującym nosorożce indyjskiego i jawajskiego. Pozycja nosorożca sumatrzańskiego na drzewie rodowym nosorożcowatych nie została do końca wyjaśniona. Zazwyczaj zalicza się go tej samej podrodziny, jednakże część autorów uważa go za bliższego nosorożcowatym afrykańskim, z którymi łączy go posiadanie obu rogów.
W przeciwieństwie do starego nosorożca sumatrzańskiego gatunki z rodzaju Rhinoceros są znacznie młodsze. Nosorożec indyjski i nosorożec jawajski pojawiły się w środkowym plejstocenie.

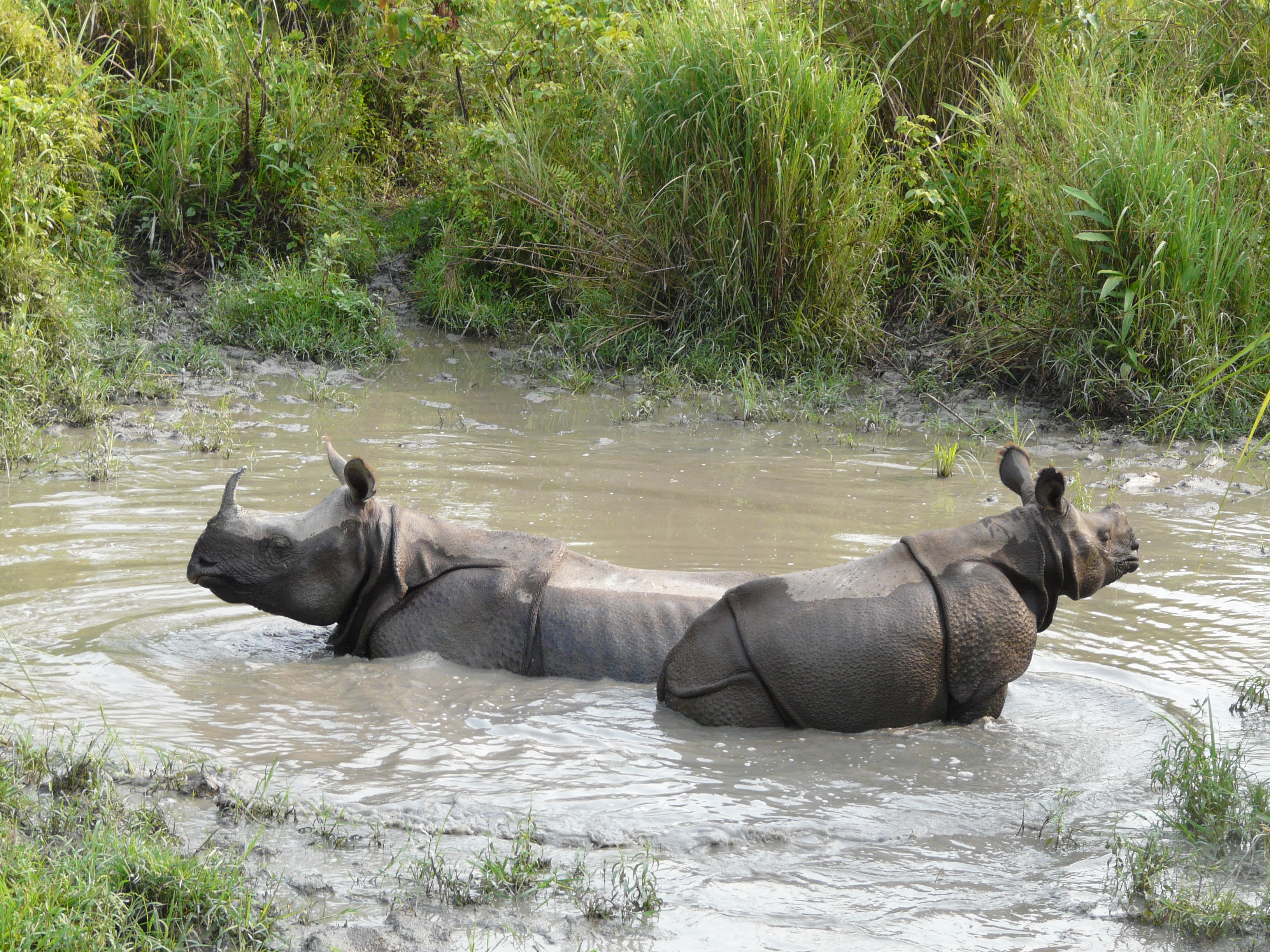
Nosorożcowate zazwyczaj żyją samotnie, nie licząc samic z młodymi

## Tryb życia
Nosorożcowate zazwyczaj żyją samotnie, zwłaszcza samce, niemniej obserwowano też ponad 30 nosorożców indyjskich w jednym zbiorniku wodnym. Samce nosorożca indyjskiego tworzą hierarchię dominacji. Niemniej rzadko dane jest im długo przebywać na szczycie hierarchii. Rzadko też przychodzi im przedłużać swój gatunek. Wpływają na to niewielka liczba zdolnych do rozrodu samic, długa ciąża i długi okres pomiędzy porodami, trwający aż 46 miesięcy. Samce kompensują sobie nieliczne sposobności współżycia z samicą zachowaniami agresywnymi, kierowanymi nie tylko do mniejszych samców, ale także samic. Samce stojące niżej w hierarchii nie wahają się wstępować i żywić się wysoką trawą na terenach zajętych przez samce dominujące. Narażają się jednak na ataki – zwłaszcza na terenach, gdzie zbierają się samice. W walkach pomiędzy sobą samce wbrew pozorom nie używają rogów, ale zębów: długich dolnych siekaczy. Dominację utrzymują nawet w razie złamania rogów, o czym świadczą badania w Parku Narodowym Ćitwan. Walki samców kończyć się mogą poważnymi urazami, a niekiedy i zgonem. Dorosłe osobniki często noszą liczne blizny po walkach z przeszłości.
Nosorożcowate komunikują się ze sobą za pomocą węchu bądź słuchu, jako że wzrokiem dysponują słabym. Wydają z siebie różnorodne odgłosy. W przypadku nosorożca indyjskiego naliczono ich 10. Jednym z najczęstszych jest parsknięcie, towarzyszące spotkaniom zwierząt tego samego gatunku, najczęściej wydawane dwa razy, z przedziałem od jednego do dwudziestu. Do najgłośniejszych należy trąbnięcie (honk), często wydawane przez pokonane osobniki w walkach czy podczas ucieczki przed dominantem, niosące się na odległość kilometrów. Poddające się osobniki także beczą. Do innych głosów należą ryk oraz pisk, ten ostatni towarzyszący samcom zalecającym się do płci przeciwnej. W relacji matki i cielęcia słyszy się natomiast cichsze muczenie, niesłyszalne z większych odległości.
Nosorożec indyjski prowadzi tryb życia bardziej dzienny niż nosorożec czarny i bardziej nocny niż nosorożec biały. Aktywność zależy jednak od pory roku, zwłaszcza w przypadku nosorożca indyjskiego. W porze suchej, a więc od lutego do czerwca, nosorożce wykazują dwa szczyty żerowania w niskiej roślinności: przed świtem i około zmierzchu, z wyższej korzystają nieregularnie. W kwietniu, mimo upalnej pogody, jest dość sucho, więc łatwo pozbyć się nadmiaru ciepła z organizmu i zwierzęta nie spędzają aż tyle czasu w wodzie. Od czerwca do października nastaje wilgotna pora monsunowa, związana wobec dużej wilgotności i słabego wiatru z większym ryzykiem przegrzania się. Wtedy nosorożce więcej czasu taplają się w bajorkach. Trawy skubią po północy i późnym popołudniem do wieczora. Nieregularnie żerują na wyższej roślinności i odpoczywają.

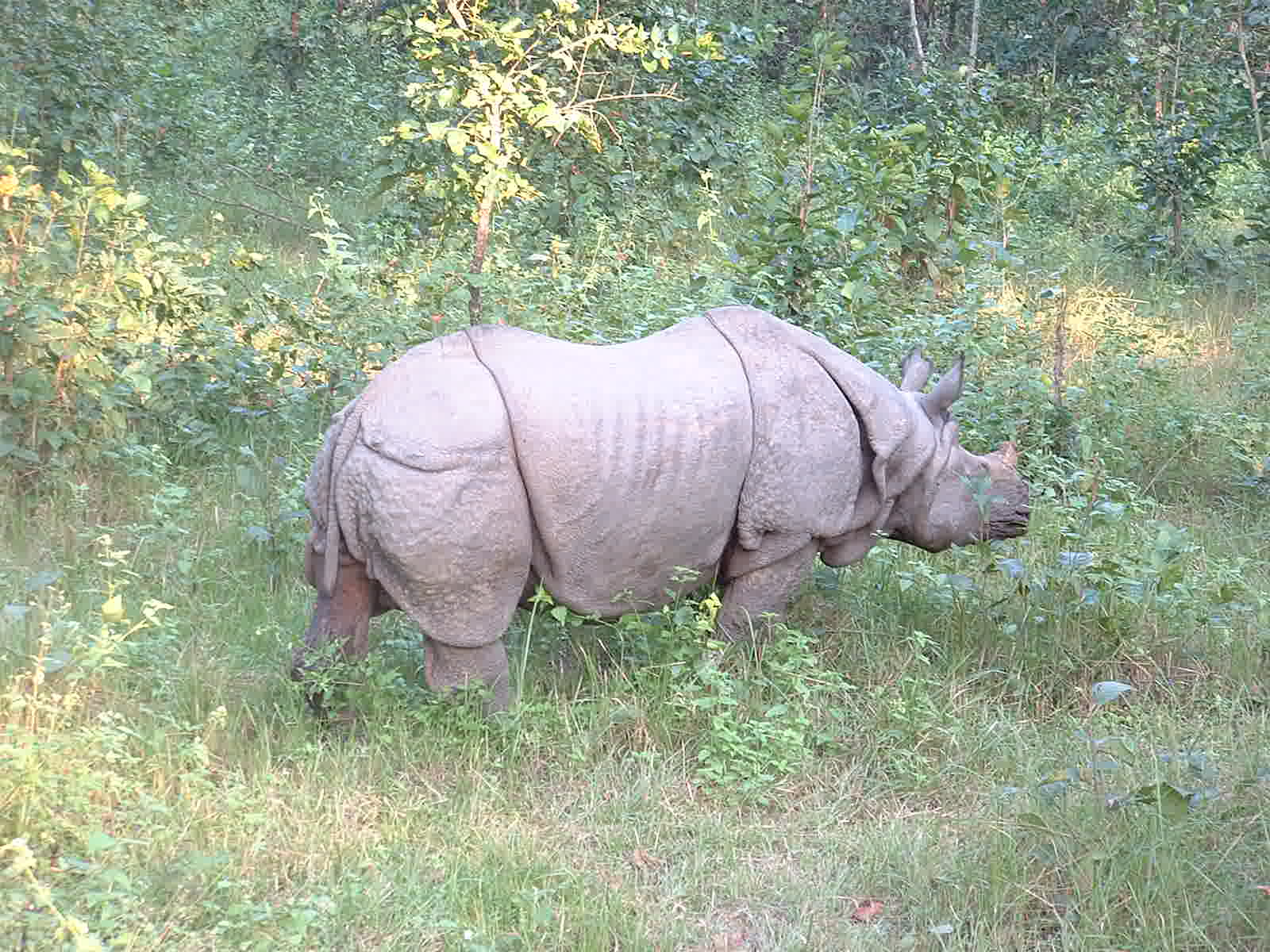
Nosorożce przemierzają dziennie do kilku km

Dorosłe samice rzadko przemierzają więcej niż 5 km na dobę, podczas gdy samce patrolujące swe tereny potrafią przejść dłuższy dystans. Dzięki temu w kilka dni przemierzają one cały zajmowany przez siebie obszar. Niemniej rzadko oddalają się bardziej niż kilometr czy 2 km od brzegu rzeki czy też innego zbiornika wodnego. Zwierzęta przeniesione przez człowieka potrafiły jednak przejść dłuższy dystans, nawet 25 km, nim znalazły odpowiednie dla siebie siedlisko.
Gatunek ten nie jest ściśle terytorialny nawet w przypadku samców, chociaż w czasie gromadzenia się samic samce te wykazują hierarchię. Samice zbierają się razem, a niedominujące samce potrafią gromadzić się na granicach zasięgów dominantów, obszarów najlepszej trawy. Samiec zajmuje obszar średnio 4,3 km² bądź 3,3 km², samica jeszcze mniej, 3,5 km² czy też 2,9 km² ± 0,9 km², i są to wielkości znacznie mniejsze niż u innych dużych roślinożerców. Być może zmniejszają się jeszcze bardziej podczas monsunów. Dwie zbadane samice zajmowały obszar o rdzeniu 22 i 28 ha. Samice gromadzą się  wtedy bowiem na obszarach o najlepszej trawie. Może to jednak nie zależeć od pory roku, bardziej już od jakości środowiska, w szczególności lubianych przez te zwierzęta traw.

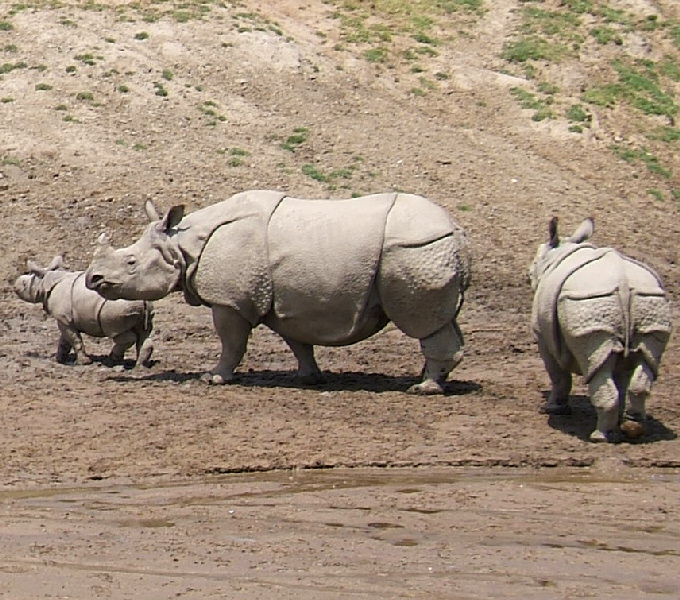
Dorosła i dwie młode samice, zoo w San Diego

### Cykl życiowy
Nosorożcowate rozmnażają się powoli. Samice w niewoli zaczynają miesiączkować i być zdolne do zapłodnienia już w wieku około 3 lat. Pierwszy raz żyjące dziko samice podchodzą jednak do rozrodu w wieku pomiędzy 7 a 7,5 roku. Jeszcze później do rozrodu przystępują samce. Starsze, większe samce blokują swym młodszym konkurentom dostęp do samic. Nosorożce potrafią walczyć bardzo brutalnie. Nosorożce indyjskie używają w tym celu bardziej ciosów żuchwy niż rogów, co potwierdzają obserwacje samców o ułamanym rogu i wysokim statusie. To raczej utrata ciosów może się dla samca skończyć źle, nawet zgonem. Ciosy powoli odrastają, jednak nim odrosną, samiec nie jest w stanie obronić się przed atakami. Samce kąsają konkurentów, zwłaszcza w okolice głowy i ramion, pokrytych grubą, zasobną w fałdy skórą. U wszystkich nieparzystokopytnych zaloty mają w sobie dużo agresji, jednak u nosorożcowatych zjawisko to występuje intensywniej. Jego funkcja rodzi pytania. Samiec krzywdzący jedyną płodną samicę w pobliżu nie osiągnie bowiem dzięki temu większego sukcesu rozrodczego. Być może zachowania takie służą zmuszeniu do kopulacji samic niechętnych rozmnażaniu, na przykład wobec dostępności większych samców. Agresja dorosłych samców może także przejawiać się poprzez zabijanie młodych spłodzonych przez inne osobniki. Samica wtedy szybko wchodzi w ruję, umożliwiając agresorowi spłodzenie potomka. Kopulacja u nosorożców trwa od pół do całej godziny. Po kopulacji samica zachodzi w długą, trwającą rok i 4 miesiące ciążę, podobnie jak u innych gatunków dzisiejszych nosorożców. Nie ma żadnego wyraźnego sezonu rozrodczego. Pomiędzy porodami mija czas od 34 do 51 miesięcy ze średnią 45,6. 
Młode szybko rośnie, przybierając 2–3 kg dziennie w niewoli. Młode padają ofiarą tygrysa, który zabija aż 10% z nich, przy czym wszystkie ofiary największego z dzisiejszych kotowatych nie osiągnęły jeszcze wieku 8 miesięcy. Matka zajmuje się źrebięciem 3–4 lata. Dojrzałość płciowa przychodzi z wiekiem 5–7 lat u samic, 8–10 lat u samców. Pokolenie trwa 15 lat. Długość życia wynosi od 30 do 45 lat.

## Rozmieszczenie geograficzne
Gatunek żyje w Indiach i Nepalu. W Indiach zasiedla następujące obszary chronione – Kaziranga, Pabitora, Manas, Orang, Jaldapara, Gorumara, Dudhwa, Katerniaghat, zaś w Nepalu Chitwan, Bardia, Suklaphanta, Parsa. Niekiedy nosorożce wychodzą z obszarów chronionych do sąsiadujących z nimi lasów. Obecność gatunku w Pakistanie pozostaje niepewna, choć jeszcze pod koniec XVI wieku był tam pospolity. Niegdyś występował w Bhutanie i Bangladeszu, sięgając też birmańskiej granicy Indii, gdzie go jednak wytępiono. Możliwe, że sięgał Mjanmy i Chin.
Zwierzę występuje na wysokości do 415 m nad poziomem morza.

## Ekologia

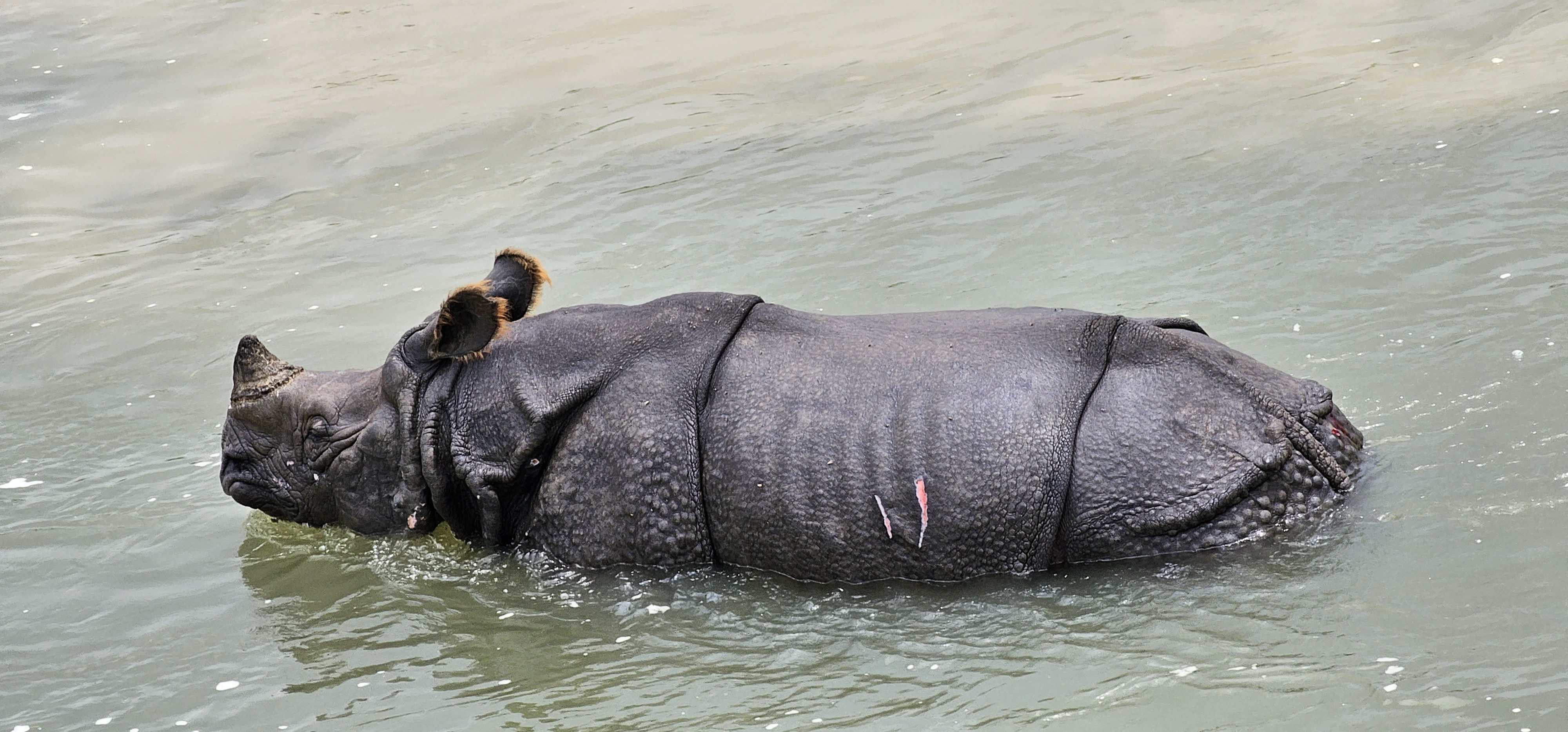
Nosorożec indyjski świetnie pływa. Tu w Chitwan

Siedliskiem nosorożca indyjskiego są nadrzeczne nizinne tereny porosłe wysokimi trawami u podnóża Himalajów, w dorzeczu Brahmautry i Terai. Są to tereny monsunowe, nadrzeczne łąki porosłe wysokimi na 6–8 m trawami. Co roku ulewne deszcze pokrywają je metrową warstwą mułu, zasypującego mniej pożywne krzewy i przynoszącego minerały wspomagające wzrost żywiących nosorożce traw. Zwierzę zapuszcza się w okoliczne lasy i na bagna, ale unika wyżynnych lasów Shorea robusta, nie licząc czasu, kiedy to monsun sprowadza znaczne opady zalewające ziemię i kiedy na wyżej leżących terenach można znaleźć suchy ląd. Ekstremalne powodzie nie służą nosorożcom, które potrzebują jednak jakiegoś lądu. W razie znacznych powodzi przenoszą się do niezalewanych lasów. Większość rezerwatów zdominowanych jest jednak przez unikaną przez nosorożce indyjskie z powodu tanin Shorea robusta. W lasach tych bogato rosną również inne nielubiane przez nosorożce rośliny, mało jest też wody. Tymczasem z wyłączeniem powodzi zwierzę to lubi wodę i chętnie tapla się w bajorkach w starorzeczach, żywiąc się rosnącymi tam roślinami wodnymi. Świetnie pływa, co też odróżnia go od swych afrykańskich krewnych. Ogólnie rzadko spotkać można nosorożca indyjskiego dalej niż 2 km od wody. Odróżnia go to znacznie zwłaszcza od nosorożców afrykańskich, zasiedlających sawanny, a nawet zapuszczających się na tereny pustynne. Nie unika natomiast lasów wtórnych i pastwisk.
Zasiedla tereny bogate w Saccharum spontaneum, nie tylko łatwostrawne, ale i pobudzane do wzrostu przez zgryzanie czy zalewanie. Przez większą część roku gatunek ten stanowi ponad połowę pokarmu tego ssaka. Mniej strawne są za to Narenga porphyracoma i Themeda arundinacea, co skutkuje mniejszymi zagęszczeniami nosorożców indyjskich w zdominowanych przez nie okolicach. Konsumpcji wysokich na 6–8 m „słoniowych traw” unika, jedząc zazwyczaj wyłącznie młode odrosty na przykład po pożarze.

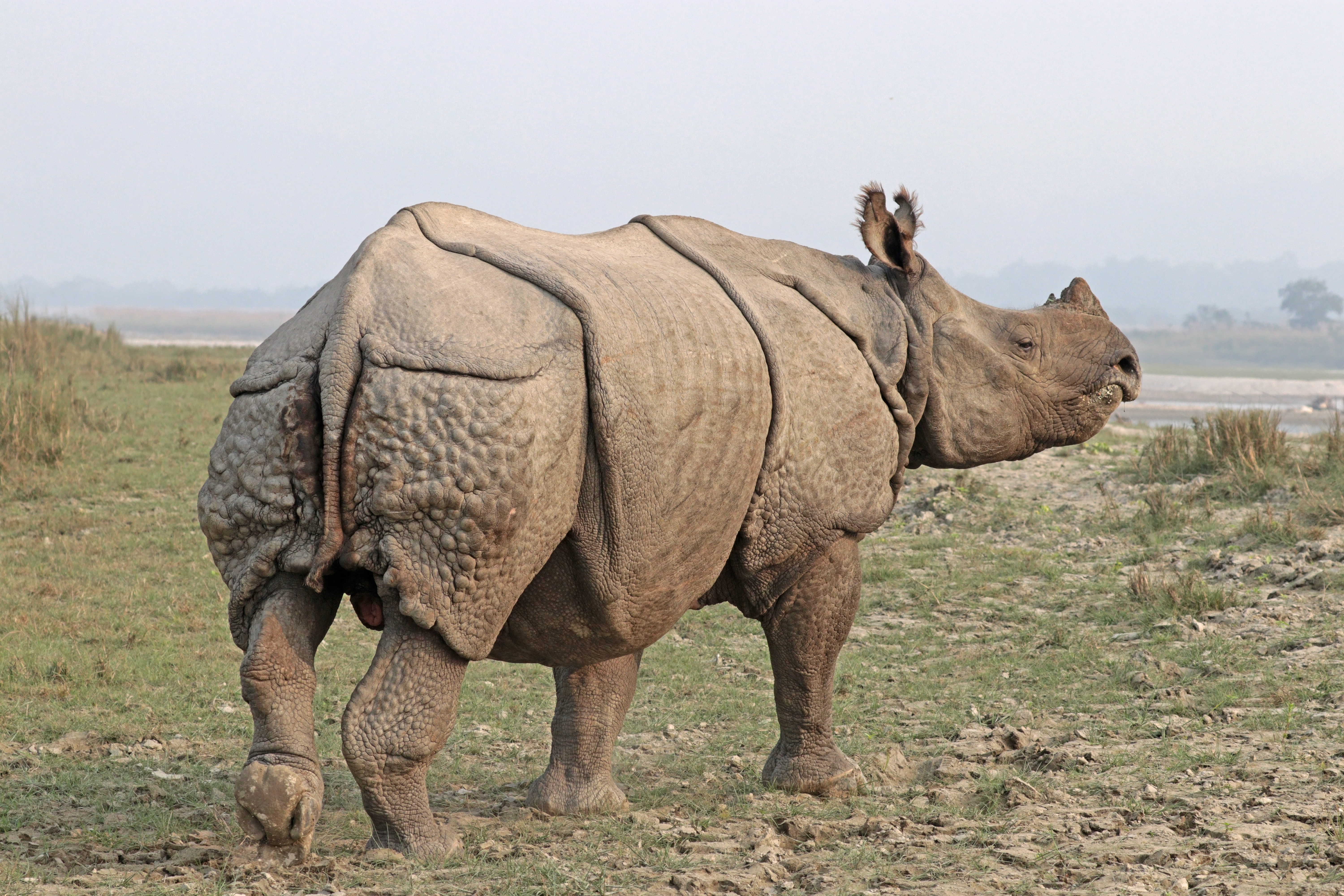
Zwierzę żyje wśród traw

Pożywieniem nosorożca indyjskiego jest nisko rosnąca roślinność, w szczególności zaś wysoka trawa Saccharum spontaneum, która to zapewnia żywność zwierzęciu przez cały rok. Niemniej zimą częściej niż latem sięga on po wyżej rosnącą roślinność, czego dowodzą analizy pozostawionego przez zwierzę stolca. Badacze wskazują, że wtedy sięga on po rosnącą na obrzeżach parków w sferze buforowej roślinność krzewiastą. Dinerstein wymienia tu Cassia tora czy Calicarpa macrophyla, nie gardzi też to zwierzę nawet owocami i łodygami Xanthium stromarium, gatunkiem wprowadzonym do środowiska nosorożca indyjskiego przez człowieka. Nieparzystokopytny ten zjada też Trewia nudiflora, uznawane za najczęstsze nadrzeczne drzewo w Chitwan, którym to gardzą inni roślinożercy, także latający czy nadrzewni. Stanowi ono w porze monsunowej ważne źródło pokarmu nosorożca indyjskiego. Zjada liście, owoce, gałązki drzew i krzewów. Nie gardzi też nosorożec indyjski ludzkimi uprawami, zapuszczając się na pola uprawne ryżu, pszenicy czy też kukurydzy, lubią też ostrą paprykę chili. Unikają natomiast gorczycy. Potrafią w ten sposób niszczyć uprawy, niemniej rzadko ma to miejsce dalej niż kilometr od parków narodowych. Badacze naliczyli 23 gatunki roślin będących częścią jadłospisu tego gatunku. Minerały uzupełnia, korzystając z lizawek solnych.
Badacze zwracają uwagę na trudność dużych roślinożerców żyjących w tropikach, by znaleźć wystarczającą ilość pokarmu i jednocześnie nie przegrzać się. Nosorożec indyjski na dobę poświęca od 47 do 50% czasu na konsumpcję. Tu akurat samce i samice postępują inaczej. Samce bowiem, zagrożone nieustanną konkurencją innych samców, spędzają pewien czas na sprawdzaniu swych terenów. Mniej czasu więc zostaje im na jedzenie. Pożywiać się może nosorożec indyjski zarówno w dzień, jak i w nocy. Obfitość traw pozwala im natomiast spędzać na pożywieniu mniej czasu niż nosorożec biały, ich większy afrykański krewny, który jednak i tak najgorętszą porę dnia spędza, taplając się w bajorku czy leżąc w cieniu drzewa. Tymczasem nosorożec indyjski potrafi paść się w najgorętsze pory dnia, rzadziej też tapla się bajorkach. Używa ich natomiast w najbardziej wilgotnych okresach, kiedy to monsun przynosi liczne opady, to pozwala mu uniknąć wtedy szoku termicznego. Wtedy też dni są dłuższe i słabiej wieje wiatr, co bardziej naraża nosorożca indyjskiego na przegrzanie. Ponadto większa wilgotność powietrza utrudnia pozbycie się ciepła poprzez parowanie. W bajorkach potrafi gromadzić się nawet ponad 30 sztuk nosorożca indyjskiego, który nie wykazuje w takiej sytuacji terytorializmu. Taplanie się spełnia zarazem funkcję społeczną, nie tylko jako zachowanie stadne. Nosorożec oddając mocz do wody, w której się kąpie, pozostawia w niej swój zapach, przekazując w ten sposób informacje innym, taplającym się później, zwierzętom.
Zwierzę odgrywa istotną rolę w rozprzestrzenianiu się roślin. Wywiera także na nich presję selekcyjną. Mianowicie hamuje wzrost drzewek. Pozostawia po sobie obfite stolce.

## Zagrożenia i ochrona

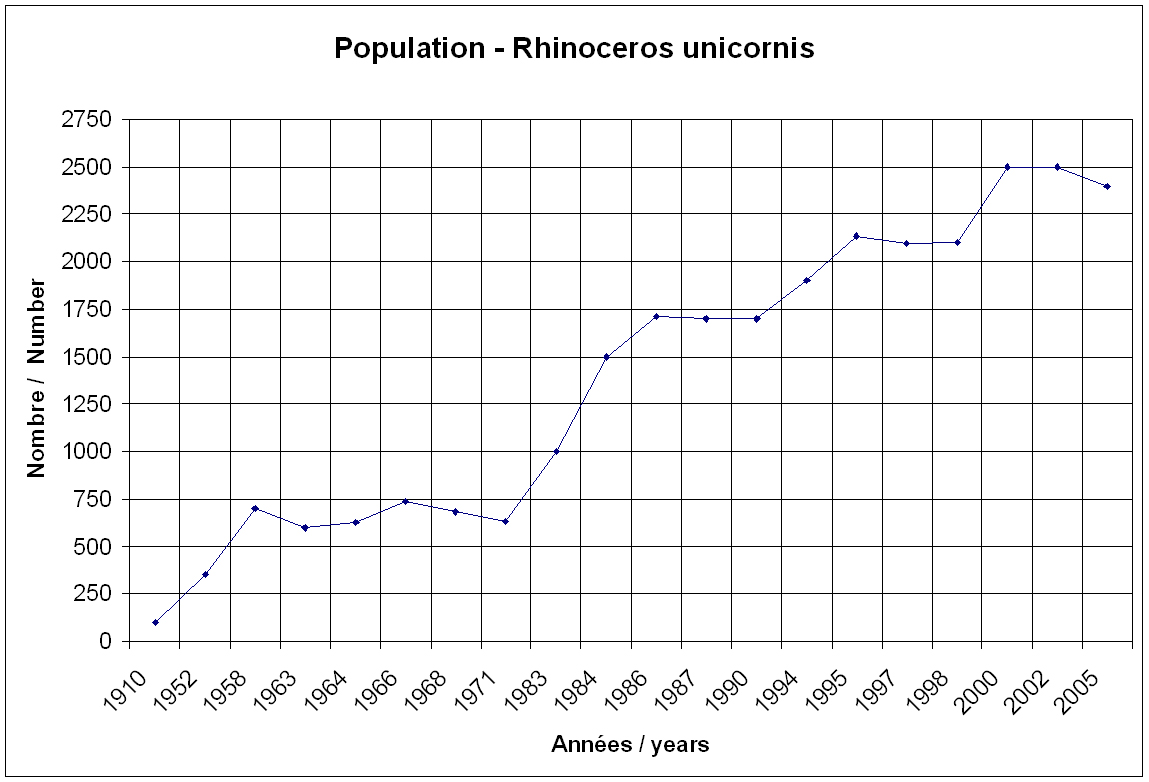
Liczebność populacji 1910–2005

Całkowita liczebność rośnie od około 100 lat. Wynosi 3588 osobników wedle oszacowania z 2018. Z tego 2939 żyło w Indiach, a reszta w Nepalu. Liczebność dorosłych zwierząt wynosi zaś 2100–2200 sztuk. Jakieś 70% populacji zasiedla Park Narodowy Kaziranga, choć na początku XX wieku pozostało w nim zaledwie 12 sztuk. Udało się też przywrócić gatunek w Manos, gdzie wytępiono go na skutek lokalnego konfliktu w ostatniej dekadzie XX wieku. W latach 60. populację nepalską oszacowano na 65 osobników, w 2018 liczyła ona 10 razy tyle.
Międzynarodowa Unia Ochrony Przyrody (IUCN) po raz pierwszy wypowiedziała się o gatunku w 1965, uznając gatunek za bardzo rzadki, jak i wyrażając obawę o prawdopodobnie spadającą liczebność. Od 1986 przez następną dekadę 5 kolejnych ocen klasyfikowało gatunek jako zagrożony wyginięciem, by w 2008 uznać go za narażony na wyginięcie, co podtrzymano w ostatniej ocenie opublikowanej w 2019. Autorzy, pomimo rosnącej liczebności gatunku, zwracają uwagę na znaczną fragmentację siedlisk, ich niszczenie, wprowadzanie obcych gatunków i wypas zwierząt oraz występowanie ponad 70% światowej populacji w jednym miejscu, Parku Narodowym Kaziranga. Zwierzęciu zagrażała przede wszystkim destrukcja jego siedlisk, prowadząca do konfliktu z ludźmi o miejsce, ale też wystawiająca osobniki na polowania. W wieku XVIII i jeszcze na początku XIX nosorożce indyjskie zabijano dla sportu, dopiero później zmieniono politykę względem tego gatunku. To jednak nie zatrzymało kłusowników. Pozyskiwany nielegalnie róg służył bowiem w medycynie tradycyjnej. W Wietnamie i Chinach stanowi także symbol statusu społecznego. Mjanma natomiast pośredniczy w nielegalnym handlu. Dochodzi do tego wypas zwierząt gospodarskich i inwazja obcych gatunków wprowadzonych ręką ludzką, jak Mikania micrantha, Mikania cordata, Mikania scandens, Dalbergia sissou, Christella dentata, Leea, Acacia catechu, Lantana camara, Ipomoea, Mimosa czy Eupatorium.
W 1961 roku w Azji żyło tylko 600 okazów tego gatunku (440 na terenie Indii i 160 w Nepalu). W związku z wprowadzoną ochroną, w roku 2006 populacja wynosiła 2575 okazów i wciąż wzrastała.
W 1975 umieszczono gatunek w załączniku I CITES. Zasiedla on prawie wyłącznie tereny chronione. Zachowanie gatunku wymaga też wdrożenia działań przeciwko kłusownikom, a także inwazyjnym gatunkom roślin i lasu, jak i ochrony terenów podmokłych.

## W kulturze

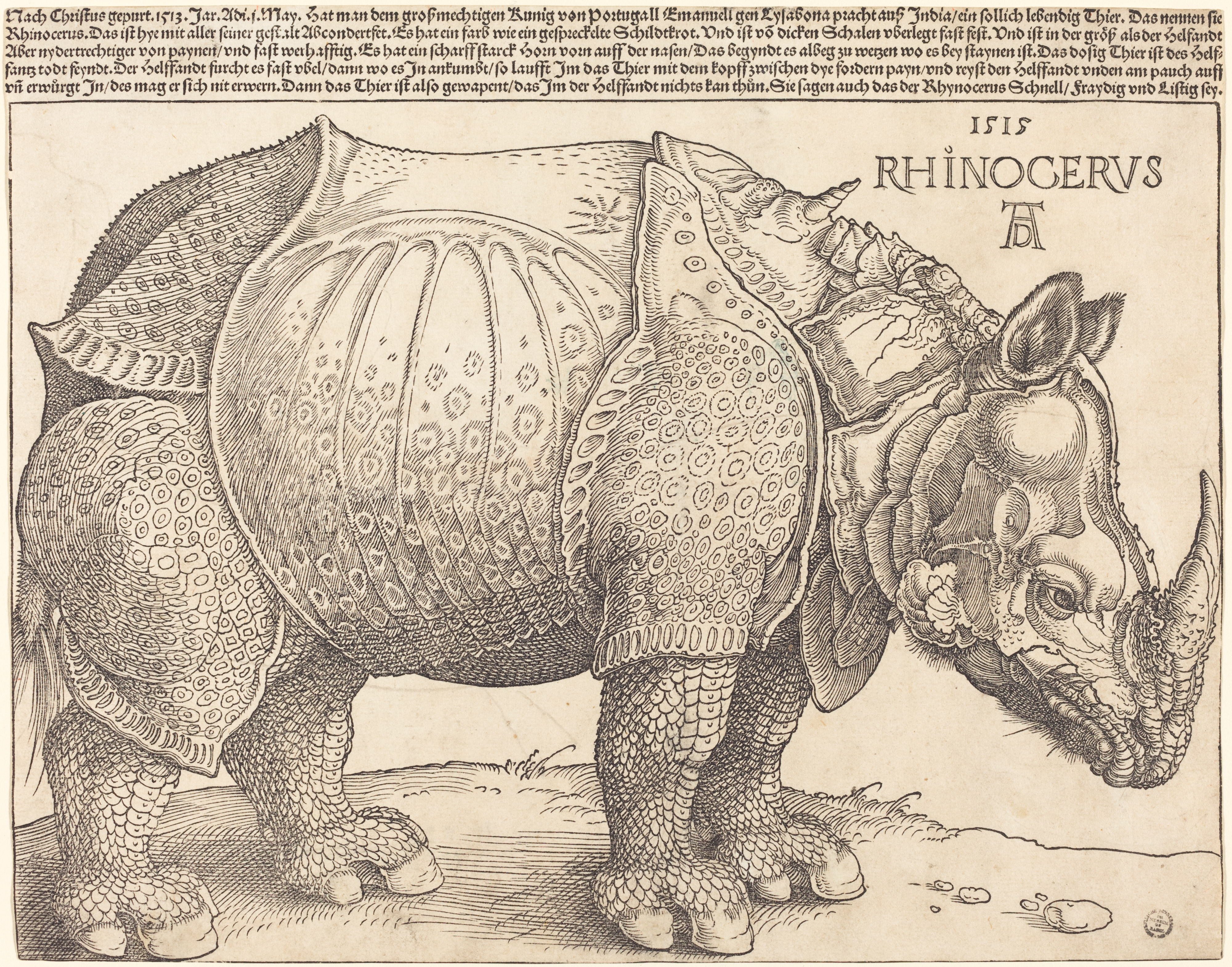
Albrecht Dürer, Nosorożec (1515)

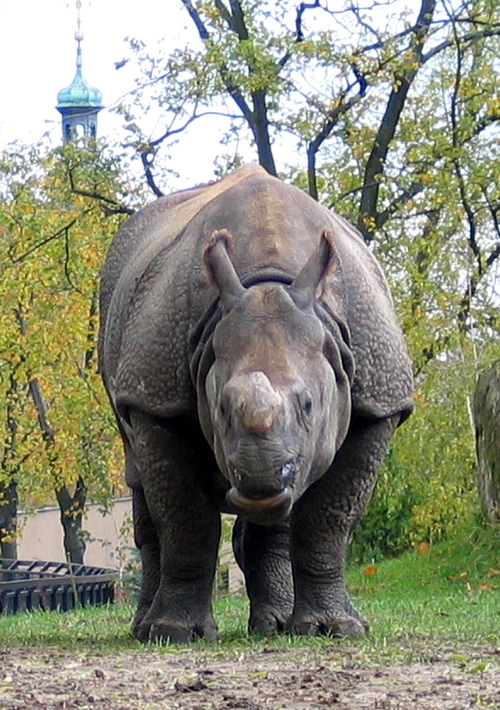
Gyan, czteroletni samiec nosorożca indyjskiego w warszawskim ZOO

W 1513 pierwszy nosorożec indyjski popłynął do Europy jako prezent dla króla portugalskiego. Okaz ten wzbudził prawdziwą sensację i został uwieczniony  przez sławnego niemieckiego malarza Albrechta Dürera.
W krajach południowej Azji panuje przekonanie, że wszystko co pochodzi od nosorożca, ma właściwości cudowne i lecznicze, w szczególności jego róg i krew. W Nepalu w czasie wypełniania obrzędów religijnych składano dawniej ofiary z krwi i mięsa nosorożców. W Indiach istniał zwyczaj wypijania jego krwi podczas pewnych uroczystości świątecznych lub przynajmniej picia wody i mleka z kubków wyrzeźbionych z rogu tego zwierzęcia. Kto chciał się zabezpieczyć od złośliwości złych duchów i chorób, wieszał u wejściowych drzwi domu ampułkę z moczem nosorożca.